# Obermann
Obermann (hrvatski: viši čovjek) naziv je za čin Schutzstaffela (SS) koji je bio u uporabi između 1942. i 1945.
Čin Obermann bio je isključivo za Allgemeine SS. U Waffen SS-u odgovarao je činu Oberschützea.
Oznaka za Obermanna bila je siva točka na gornjem desnom ramenu na sivoj uniformi. Neki fotografski dokazi govore da se ista oznaka nosila i na crnoj paradnoj uniformi, gdje bi bila na sredini rukava iznad poveznice sa svastikom. Međutim, češće bi, Obermann istakao samo kolarnu oznaku čina kao SS-Mann.

## Uporaba
Čin Obermanna pojavio se za vrijeme Drugoga svjetskog rata u Allgemeine SS-u, a bio je iznad čina Mann, a ispod čina Sturmmann.  U slučaju da nositelj čina Obermann bude odlikovan, nastojalo se da se odlikovani Obermann Allgemeine SS-a ne razlikuje od odgovarajućeg čina u Waffen SS-u, iako su te dvije grane SS-a smatrane zasebnima.
Promaknuće u Obermanna događalo se obično nakon pola godine ili godinu dana službe u Allgemeine SS-u.  

## Posljeratno nasljedstvo
Iako je čin prestao postojati 1945., riječ Obermann se u njemačkom jeziku rabi da bi se označio viši položaj pojedinca u nekoj organizaciji.